# Neoathripsodes anomalus
Neoathripsodes anomalus är en nattsländeart som beskrevs av Ralph W. Holzenthal 1989. Neoathripsodes anomalus ingår i släktet Neoathripsodes och familjen långhornssländor. Inga underarter finns listade i Catalogue of Life.